# شونسوكي ساتو
شونسوكي ساتو (باليابانية: 佐藤俊介؛ بالكانا: さとう しゅんすけ) هو قائد فرقة موسيقية ‏ وعازف كمان ياباني، ولد في 10 يونيو 1984 في طوكيو في اليابان.

## وصلات خارجية
- الموقع الرسمي
- شونسوكي ساتو على موقع ميوزك برينز (الإنجليزية)
- شونسوكي ساتو على موقع ميوزك برينز (الإنجليزية)
- شونسوكي ساتو على موقع أول ميوزيك (الإنجليزية)
- شونسوكي ساتو على موقع ديسكوغز (الإنجليزية)